# ناحیه چیری والی، میشیگان
ناحیه چیری والی (به انگلیسی: Cherry Valley Township) یک منطقهٔ مسکونی در ایالات متحده آمریکا است که در شهرستان لیک، میشیگان واقع شده‌است.
 ناحیه چیری والی ۹۲٫۲ کیلومتر مربع مساحت و ۳۶۸ نفر جمعیت دارد و ۲۶۴ متر بالاتر از سطح دریا واقع شده‌است.